# Kim Kuk-jin
Kim Kuk-jin est un footballeur international nord-coréen né le 5 janvier 1989. Il évolue au poste de milieu de terrain.

## Biographie
Kim Kuk-jin participe avec les sélections de jeunes de la Corée du Nord, à la Coupe du monde des moins de 17 ans 2005 organisée au Pérou puis à la Coupe du monde des moins de 20 ans 2007 qui se déroule au Canada. Il dispute un total de six matchs lors de ces deux compétitions. Lors du mondial des moins de 17 ans, il inscrit un but face aux États-Unis et un autre face à l'équipe d'Italie.
Jeune joueur très prometteur dans son pays, il inscrit son premier but en sélection nationale le 28 octobre 2007 à l'âge de 18 ans, à l'occasion d'une victoire 5-1 contre la Mongolie.
Il est avec Pak Chol-ryong, le premier joueur nord-coréen à être recruté par un club d'Europe de l'ouest, lorsqu'ils arrivent tous les deux en 2008 au FC Concordia Bâle, club de Challenge League suisse. Il est transféré l'été suivant au FC Wil, à la suite de la relégation administrative du Concordia Bâle.